# L'Aliéniste
Pour les articles homonymes, voir L'Aliéniste (homonymie).
L’Aliéniste (titre original : The Alienist) est un roman publié en 1994 par l’écrivain new-yorkais Caleb Carr, auteur notamment de L’Ange des ténèbres (1997) et Le Diable blanc (1992), qui est paru en 1996. Il a reçu le grand prix de littérature policière et le prix Mystère de la critique.
Ce livre a été adapté en une série télévisée du même nom, diffusée en 2018, avec Daniel Brühl dans le rôle principal.

## Résumé
À New York, 3 mars 1896. John Moore, journaliste engagé au New York Times est tiré de son lit pour aller constater le meurtre d'un adolescent atrocement mutilé. Les cas similaires ne sont pas les premiers, cependant la police ne se préoccupe pas du sort de ces garçons prostitués. John Moore et l'aliéniste de profession Lazlo Kreizler sont alors priés par Theodore Roosevelt, jusqu'ici encore préfet, d'enquêter sur ces terribles meurtres en série. Accompagné de Moore, de Sara Howard secrétaire au service de Roosevelt pleine d'ambition, des frères enquêteurs juifs Issacson aux méthodes singulières, Kreizler s'efforcera de brosser le portrait psychologique de l'assassin afin de l'identifier. S'engage alors un combat contre la montre lorsque les victimes du meurtrier deviennent de plus en plus nombreuses.

## Prix et distinctions
- Prix Anthony 1995 du meilleur premier roman[1]